# Белинц (Тимиш)
Белинц (рум. Belinţ) насеље је у Румунији у округу Тимиш у општини Белинц. Oпштина се налази на надморској висини од 106 m.

## Прошлост
По "Румунској енциклопедији" помиње се то насеље 1369. године као "Пеленце".
Аустријски царски ревизор Ерлер је 1774. године констатовао да место припада округу и дистрикту Лугож. Становништво је било претежно влашко. Када је 1797. године пописан православни клир ту се налазе четири свештеника. Пароси, поп Јован Петровић (рукоп. 1760), поп Исак Александровић (1763), поп Аврам Петровић (1777) и капелан поп Јован Поповић (1796) иако би се рекло да су то Срби, они међутим знају само румунски језик.
У Белинцу је један Србин становник, био претплаћен (1839) на Павловићев "Српски народни лист".
Године 1892. власник села је постала српска породица Јанковић (Докторовић).

## Становништво
Према подацима из 2002. године у насељу је живело 3045 становника.

### Попис2002.
| Расподела становништва по националности 2002.‍ | Расподела становништва по националности 2002.‍ | Расподела становништва по националности 2002.‍ | Расподела становништва по националности 2002.‍ | Расподела становништва по националности 2002.‍ |
| --------------------------------------------- | --------------------------------------------- | --------------------------------------------- | --------------------------------------------- | --------------------------------------------- |
|                                               |                                               |                                               |                                               |                                               |
| Румуни                                        | Румуни                                        |                                               | 2.990                                         | 98,3%                                         |
| Мађари                                        | Мађари                                        |                                               | 31                                            | 1,0%                                          |
| Украјинци                                     | Украјинци                                     |                                               | 3                                             | 0,1%                                          |
| Немци                                         | Немци                                         |                                               | 18                                            | 0,6%                                          |

### Хронологија
| Година       | 1992 | 1993 | 1994 | 1995 | 1996 | 1997 | 1998 | 1999 | 2000 | 2001 | 2002 | 2003 | 2004 | 2005 | 2006 | 2007 | 2008 | 2009 | 2010 | 2011 | 2012 | 2013 | 2014 | 2015 | 2016 | 2017 |
| ------------ | ---- | ---- | ---- | ---- | ---- | ---- | ---- | ---- | ---- | ---- | ---- | ---- | ---- | ---- | ---- | ---- | ---- | ---- | ---- | ---- | ---- | ---- | ---- | ---- | ---- | ---- |
| Становништво | 3139 | 3118 | 3108 | 3094 | 3038 | 2984 | 2970 | 2937 | 2909 | 2878 | 2850 | 2845 | 2810 | 2808 | 2782 | 2754 | 2768 | 2739 | 2732 | 2729 | 2697 | 2650 | 2637 | 2637 | 2596 | 2539 |